# 에어링구스 리저널
에어링구스 리저널(영어: Aer Lingus Regional)은 아일랜드의 지역 항공사로 주로 아일랜드, 프랑스, 영국에 취항하고 있다. 코크 공항, 더블린 공항, 조지 베스트 벨파스트 시티 공항이 허브 공항으로 사용하고 있다.

## 운항 노선
- 2020년 7월 기준으로 다음과 같이 운항하고 있다.

## 보유 기종
- 2020년 10월 기준으로 다음과 같이 보유하고 있으며, 평균 기령은 13.8년이다.[9][10]